# Emilie Bosshart
Emilie Bosshart (* 25. Juni 1897 in Pfungen; † 10. Juli 1979 in Winterthur) war eine Schweizer Pädagogin und Autorin.

## Leben
Emilie Bosshart kam als Tochter von Eduard Bosshart, Kantonsrat und Präsident des Bezirksgerichts, zur Welt. Ihre Mutter war Lina Benz. Sie besuchte die Industrieschule Winterthur und erwarb anschliessend das Primarlehrerpatent an der Universität Zürich. Sie war als Primar- und Hauslehrerin in Cannes tätig und studierte ab 1929 Philosophie, Pädagogik, Heilpädagogik und alte Kunst an der Universität Zürich. 1934 promovierte sie bei Eberhard Grisebach. Von 1934 bis 1963 arbeitete Bosshart als Lehrerin an der Primarstufe, an der Realstufe und war von 1939 bis 1963 auch nebenamtliche Lehrerin der Pädagogik und Psychologie an der Töchterschule der Stadt Zürich.

## Schaffen
Emilie Bosshart veröffentlichte viele Arbeiten zu pädagogischen Grund- und Zeitfragen. Mit Emanuel Dejung, Lothar Kempter und Hans Stettbacher gab sie 1944–1947 die zehnbändige Ausgabe zum 200. Geburtstag Pestalozzis heraus. Sie engagierte sich in der Demokratischen Partei, in deren Zentralvorstand sie 1938 gewählt wurde. Die politischen Rechte der Frau waren ihr ein besonderes Anliegen, insbesondere im Frauenstimmrechts-Verein Winterthur, dessen Präsidium Bosshart übernahm, und in der Demokratischen Frauengruppe Winterthur widmete sie sich diesem Ziel.

## Werke
- Erziehung in der Familie bei Pestalozzi. Pestalozzianum, Zürich 1976.
- Kinder verstehen, Kinder erziehen. Morgarten, Zürich 1966.
- Autorität und Freiheit in der Erziehung. Eine grundsätzliche Erörterung. Vogel, Winterthur 1938.